# 메소드 (로봇)
메소드는 한국미래기술이 개발한 2족보행 탑승형 거대 로봇이다. 2016년에 메소드-1와 메소드-2가 공개되었다.

## 뉴스
양진호, 200억 들여 개발한 로봇 '메소드2' 아마존 제프 베조스가 탑승(영상)